# 2010 في سويسرا
فيما يلي قوائم الأحداث التي وقعت خلال عام 2010 في سويسرا.

## سياسة

### تعيين في المنصب
- 1 يناير – دوريس ليوتار رئيس الاتحاد السويسري.
- 1 نوفمبر – سيمونيتا سوماروغا عضو المجلس الفيدرالي السويسري.
- 1 نوفمبر – يوهان شنايدر-آمان عضو المجلس الفيدرالي السويسري.

### انتهاء فترة المنصب
- 1 يناير – يوهان شنايدر-آمان عضو المجلس الوطني السويسري،عضو المجلس الوطني السويسري.
- 31 أكتوبر – سيمونيتا سوماروغا عضو مجلس الولايات السويسري.
- 31 ديسمبر – دوريس ليوتار رئيس الاتحاد السويسري.

## رياضة
- 1 يناير – طواف روماندي 2010

## وفيات

### أبريل
- 26 أبريل – ألفرد راج (مواليد 1934) درّاج طريق سويسري.

### نوفمبر
- 10 نوفمبر – جورج ايشليمان (مواليد 1920) درّاج طريق سويسري.